# Tieriensaj (osiedle)
Tieriensaj (ros. Теренсай) – osiedle w Rosji, w obwodzie orenburskim, w rejonie adamowskim. W 2010 liczyło 1284 mieszkańców.